# Limnoria bombayensis
Limnoria bombayensis is een pissebed uit de familie Limnoriidae. De wetenschappelijke naam van de soort is voor het eerst geldig gepubliceerd in 1961 door Pillai.